# Zurbanizowani
Zurbanizowani (ang. Urbanized) – amerykańsko-brytyjski film dokumentalny z 2011 roku w reżyserii Gary'ego Hustwita.
Tematyką filmu jest urbanistyka, urbanizacja, przestrzeń publiczna. W filmie udział wzięli m.in. architekci Norman Foster, Oscar Niemeyer, Rem Koolhaas, Ricardo Scofidio, Jan Gehl oraz Eduardo Paes – burmistrz Rio de Janeiro od 2009 roku i Enrique Peñalosa – burmistrz Bogoty w latach 2001–2003. Film kręcony był w Bogocie, Kapsztadzie, Mumbaju, Nowym Jorku, Paryżu, Phoenix, Rio de Janeiro oraz Santiago.
Film jest ostatnią częścią trylogii Design Trilogy, której poprzednie części to Helvetica oraz Objectified.

## Nagrody i wyróżnienia
- Nagroda sieci kin lokalnych i studyjnych – 9. Planete Doc Film Festival[1]
- Nominacja do Nagrody Blogerów 9/9 – 9. Planete Doc Film Festival[1]
- Nominacja do Warsaw Green Award – 9. Planete Doc Film Festival[1]